# Trigonopterus binodulus

Trigonopterus binodulus (лат.) — вид жуков-долгоносиков рода Trigonopterus из подсемейства Cryptorhynchinae (Curculionidae). Встречаются на острове Ява (Индонезия, провинция Западная Ява, Pangandaran, Mt. Sawal: 156–990 м).

## Описание
Мелкие нелетающие жуки-долгоносики, длина от 2,78 до 4,20 мм; в основном чёрного цвета с бронзовым отливом (усики светлее). Антеровентральный киль бёдер формирует тупой зубец, особенно на бёдрах средней и задней пар ног. От близкого вида Trigonopterus dimorphus отличается деталями строения гениталий самца и явной перетяжкой между пронотумом и надкрыльями. Крылья отсутствуют. Рострум укороченный, в состоянии покоя не достигает середины средних тазиков. Надкрылья с 9 бороздками. Коготки лапок мелкие. В более ранних работах упоминался как «Trigonopterus sp. 315».
Вид был впервые описан в 2014 году немецким колеоптерологом Александром Риделем (Alexander Riedel; Museum of Natural History Karlsruhe, Карлсруэ, Германия), совместно с энтомологами Рене Тэнзлером (Rene Tänzler; Zoological State Collection, Мюнхен), Майклом Бальке (Michael Balke; GeoBioCenter, Ludwig-Maximilians-University, Мюнхен, Германия), Кахийо Рахмади (Cahyo Rahmadi; Indonesian Institute of Sciences, Research Center for Biology, Cibinong, Западная Ява, Индонезия), Яйюк Сухарджоно (Yayuk R. Suhardjono; Zoological Museum, Cibinong Science Center - LIPI, Jl. Raya Jakarta-Bogor, Индонезия), осуществившими ревизию фауны жуков рода Trigonopterus на острове Ява.